# Aruej
Aruej era un senyoriu d'origen visigòtic que avui és propietat particular i està abandonat des de 1976. Pertany al municipi espanyol de Villanúa (Osca). Està compost per diverses cases pairals del segle xviii, una torre fortificada del segle xiv els basaments de la qual són del VII i l'església romànica de Sant Vicent del segle XI. Està situat en la riba dreta del Riu Aragó. Actualment es troba parcialment en ruïnes.
Etimològicament, el nom té el seu origen en la paraula prerromana arraugia o arraugio que significa torrent o rierol.

## Història
És l'assentament de la Vall de l'Aragó del qual es tenen notícies més antigues. La primera referència històrica al mateix, es recull en les Cròniques visigodes de Toledo del segle vii en les quals s'establia com a funció del senyor d'Aruej (pertanyent a la noblesa pirenàica) el fet de mantenir oberta militarment la calçada del Summo Porto romà (Somport) i durant el regnat del rei navarrès Sancho III el Major es descriuen els ports pertanyents al senyor d'Aruej.
El senyoriu adquireix gran importància en l'alta edat mitjana (segles xi-xii). Donar el nom al qual avui dia són els termes municipals de Villanúa i Castiello de Jaca com Valle d'Aruej (Bardaruex).
La creació per part del rei de la Vila Nova (Villanúa) (amb homes lliures, propietats i drets) enfront d'Aruej i com contrapoder, dona lloc a problemes de convivència (pastures, aprofitaments i límits) entre les parts, que donaran com a resultat entre el segle xii i xix a diverses 'Cartes de Pau' per solucionar-los. La divisòria entre ambdós municipis s'estableix finalment en el riu Aragó.
Fins a 1571 constitueix arxiprestat i el 1849 perd la independència i ajuntament propi en un procés de racionalització administrativa que agrupa entitats menors en altres més grans. Passa aleshores a l'Ajuntament de Villanúa juntament amb Cenarbe. El Diccionari geográfico de Madoz esmenta el 1845 dues cases i 18 habitants, el 1858 eren vuit. Els habitants se'ls sobrenomenava nogueros.
Es troba al Camí de Sant Jaume i envoltat pels barris de Sant Jaume i «L'Espata», sorgits a l'empara del turisme de la neu i el desenvolupament urbanístic de Villanúa.
Es tracta d'una torre de planta lleugerament rectangular i de gran altura, la cobreix una teulada a dues aigües, i en les seves façanes es conserven sageteres. A més posseeix finestres emmarcades en carreu de construcció original i alguna balconada d'obertura posterior, donada la seva transformació en habitatge. La Torre d'Aruej va ser llistada com Bé d'Interès Cultural segons els criteris de la llei de 1999 en la llista oficial de 2006.
El gener de 2010 l'església de Sant Vicent va ser inclosa en la "Llista Vermella del Patrimoni" del col·lectiu Hispània Nostra, es tracta d'un edifici d'una nau, presbiteri i capçalera de planta semicircular; alguns autors apunten la possibilitat que tingués cripta.
L'estat actual tant de l'església com de la casa-torre és de ruïna, ja que en tots dos casos s'han enfonsat les sostrades i les parets corren perill.
Hi ha presentat a l'Ajuntament de Villanúa un pla per recuperar el conjunt, però que en aquests moments està parat.